# Sommer-OL
Sommer-OL (de olympiske sommerlege) er en international multi-sportsbegivenhed som afholdes hvert fjerde år. De olympiske sommerlege er den mest prestigefyldte sportskonkurrence i verden.[kilde mangler]. De Olympiske Lege blev afholdt første gang i 1896 i Athen, Grækenland. Legene er nummereret med romertal; aflyste lege indgår også i nummereringen. Jubileumslegene i 1906 regnes ikke med i de officielle statistikker fra Den Internationale Olympiske Komité (IOC), men sportsstatistikere og andre interesserede tager dem som oftest med i deres statistikker. Legene er medregnet i lister i denne artikel.
Ved de første moderne olympiske lege i 1896 deltog fjorten nationer med totalt et par hundrede udøvere, kun mænd, hvor de fleste var fra arrangørlandet Grækenland. Lidt over et århundrede senere, under OL 2008 i Beijing, var der over to hundrede nationer, med over elleve tusinde mandlige og kvindelige udøvere som deltog. Antallet af øvelser er også betydelig udvidet i løbet af de moderne leges historie fra slutningen af 1800-tallet til nu.
Det olympiske flag, med de fem ringe i forskellige farver som symboliserer verdens kontinenter, blev taget i brug første gang under OL 1920 i Antwerpen. Den olympiske ild blev første gang ført til Olympiastadion i Berlin 1936. Ilden blev hentet i Olympia og fragtet til stadion af sportsudøvere fra Grækenland.

## Værtsbyer for sommer-OL
| Nummer | År   | Fra-Til                    | Værtsby         | Bemærkninger                 |
| ------ | ---- | -------------------------- | --------------- | ---------------------------- |
| I      | 1896 | 6. april - 15. april       | Athen           | 14 lande                     |
| II     | 1900 | 2. juli - 22. juli         | Paris           | 24 lande                     |
| III    | 1904 | 29. august - 7. september  | St. Louis       | 12 lande                     |
|        | 1906 | 22. april - 2. maj         | Athen           | 19 lande                     |
| IV     | 1908 | 13. juli - 25. juli        | London          | 22 lande                     |
| V      | 1912 | 6. juli - 15. juli         | Stockholm       | 28 lande                     |
| VI     | 1916 |                            | Berlin          | Aflyst                       |
| VII    | 1920 | 14. august - 29. august    | Antwerpen       | 29 lande                     |
| VIII   | 1924 | 5. juli - 25. juli         | Paris (2)       | 44 lande                     |
| IX     | 1928 | 28. juli - 12. august      | Amsterdam       | 46 lande                     |
| X      | 1932 | 30. juli - 14. august      | Los Angeles     | 37 lande                     |
| XI     | 1936 | 1. august - 16. august     | Berlin          | 49 lande                     |
| XII    | 1940 |                            | Tokyo           | Aflyst                       |
| XIII   | 1944 |                            | London          | Aflyst                       |
| XIV    | 1948 | 29. juli - 14. august      | London (2)      | 59 lande                     |
| XV     | 1952 | 19. juli - 3. august       | Helsinki        | 69 lande                     |
| XVI    | 1956 | 22. november - 8. december | Melbourne       | 72 lande                     |
| XVII   | 1960 | 25. august - 11. september | Rom             | 83 lande                     |
| XVIII  | 1964 | 10. oktober - 24. oktober  | Tokyo           | 93 lande                     |
| XIX    | 1968 | 12. oktober - 27. oktober  | Mexico City     | 112 lande                    |
| XX     | 1972 | 26. august - 11. september | München         | 121 lande                    |
| XXI    | 1976 | 17. juli - 1. august       | Montréal        | 92 lande                     |
| XXII   | 1980 | 19. juli - 3. august       | Moskva          | 80 lande                     |
| XXIII  | 1984 | 28. juli - 12. august      | Los Angeles (2) | 140 lande                    |
| XXIV   | 1988 | 17. september - 2. oktober | Seoul           | 159 lande                    |
| XXV    | 1992 | 25. juli - 9. august       | Barcelona       | 169 lande                    |
| XXVI   | 1996 | 19. juli - 4. august       | Atlanta         | 197 lande                    |
| XXVII  | 2000 | 16. september - 1. oktober | Sydney          | 199 lande                    |
| XXVIII | 2004 | 13. august - 29. august    | Athen (2)       | 202 lande                    |
| XXIX   | 2008 | 8. august - 24. august     | Beijing         | 204 lande                    |
| XXX    | 2012 | 27. juli - 12. august      | London (3)      | 205 lande                    |
| XXXI   | 2016 | 5. august - 21. august     | Rio de Janeiro  | 207 lande                    |
| XXXII  | 2020 | 23. juli - 8. august 2021  | Tokyo (2)       | 206 lande (Udskudt til 2021) |
| XXXIII | 2024 | 26. juli - 11. august      | Paris (3)       | 206 lande                    |
| XXXIV  | 2028 | 21. juli - 6. august       | Los Angeles (3) |                              |
| XXXV   | 2032 | 23. juli - 8. august       | Brisbane        |                              |
| XXXVI  | 2036 |                            | Doha            |                              |